# ایهار
ایهار (به لاتین: Aihar) یک منطقهٔ مسکونی در بنگلادش است که در استان باریسال واقع شده‌است.